# 大辞泉
『大辞泉』（だいじせん）は、小学館が発行する中型国語辞典。書籍版は25万語、デジタル版は2018年11月の時点で約30万語を収録。

## 歴史
1966年（昭和41年）に企画が持ち上がり、1995年（平成7年）の初版の発行以後、2003年までに58万部が発行された。板倉俊編集長によると、第二版は「驚くほど売れなかった」というが、電子版の「デジタル大辞泉」が利益を上げている（2014年時点）。
初版の発行に際しては、上代から現代までの文献にとどまらず、新聞や放送などのメディアからも広く語彙を集め、約22万語を収録するに至った。
2012年（平成24年）に発行された第二版では、初版の採録範囲に加えインターネットからも用語用例を積極的に採録したことなどにより、総項目数は約3万語増加し約25万語となった。上下2冊本になり、またカラーの図表や写真は付属のDVD-ROMに収録され、そちらを参照する形になった。この第二版は、「『デジタル大辞泉』のデータを基に紙の辞書を作成した」という考え方だという。

### 電子版
1998年（平成10年）、増補・新装版の発行に合わせてCD-ROM版を発行した。
iPhoneやiPadアプリとして「デジタル大辞泉」が発売されているほか、電子辞書にも「デジタル大辞泉」が収録されている製品がある。iOSアプリ開発者は木下誠（HMDT株式会社代表取締役）。
ジャパンナレッジにもサービス開始以後、「デジタル大辞泉」が提供され続けている。
さらに、辞書検索サービスのコトバンクや電子書籍リーダーKindleに「デジタル大辞泉」が提供されており無料で利用できる。
「デジタル大辞泉」は年3回というハイペースで更新することで「今」に対応している。

### 年表
- 1995年12月1日 - 第1版発行
- 1998年11月20日 - 第1版〈増補・新装版〉発行。新開発の用紙の使用や、サイズが一回り小さくなったことで、ページ数は50ページ以上増えたが、重さは約1kg軽くなった[6]。
- 2012年11月2日 - 第2版発行
- 2021年9月 - Adobe Flash Playerのサポート終了に伴い、第2版の付属DVD-ROMをリニューアル。『大辞泉』データベースの2021年4月現在の最新データも収録。既に購入済みの者を対象にDVD-ROMの交換サービスも行っている[11]。

## 著者
監修は松村明。編集は池上秋彦、金田弘、杉崎一雄（敬語担当）、鈴木丹士郎、中嶋尚、林巨樹、飛田良文。 編集協力は曽根脩。 デジタル加工は株式会社ディジタルアシスト。